# 四屏镇
四屏镇，是中华人民共和国重庆市江津区下辖的一个乡镇级行政单位。

## 行政区划
2014年11月，设立四屏镇，面积60平方公里，辖原四面山镇四面、银岩和原柏林镇青堰3个村，以及原四面山镇四面场1个社区。
四屏镇下辖以下地区：
四面场社区、四面村、旺龙村、银岩村和青堰村。